# Gračanica (Czarnogóra)
Gračanica (cyr. Грачаница) – wieś w Czarnogórze, w gminie Andrijevica. W 2011 roku liczyła 276 mieszkańców.